# Gora Konus
Gora Konus (Transkription von russisch Гора Конус ‚Kegelnunatak‘) ist ein Nunatak im ostantarktischen Mac-Robertson-Land. Er ragt unmittelbar östlich des Dalton Corner am südlichen Ausläufer des Mawson Escarpment auf.
Russische Wissenschaftler benannten ihn deskriptiv.